# Eduarda Feijoo de Mendoza
Eduarda Feijoo de Mendoza (provincia de Orense, c. 1840 - Madrid, 1908) fue una escritora gallega de la época del romanticismo que desarrolló su obra en idioma español. Su producción incluye novelas históricas y costumbristas, muchas de ellas publicadas en la prensa de la época.

## Trayectoria
Eduarda Feijoo de Mendoza fue una de las pocas escritoras gallegas de su tiempo en destacarse en el ámbito de la novela histórica y el relato costumbrista. Su obra, influida por el movimiento romántico, aborda episodios históricos y figuras femeninas de gran relevancia en la historia y las leyendas de España. Ambientados en épocas pasadas, muchos de sus relatos tratan temas vinculados a la Guerra de la Independencia Española, un acontecimiento que despertó un notable interés en la literatura de la época.
Durante la década de 1860, Feijoo de Mendoza colaboró de manera activa con diversas publicaciones de Madrid, como parte de una generación de mujeres escritoras que, aunque minoritaria, contribuyó a la vida literaria de la capital en un momento en que la presencia femenina en las letras estaba en sus primeras etapas. La autora publicó artículos, ensayos y relatos en los que reflejaba su perspectiva sobre temas históricos y sociales, participando en un circuito literario que comenzaba a abrirse a las voces femeninas.
Feijoo de Mendoza dedicó gran parte de su producción literaria a rescatar episodios y personajes históricos de España, especialmente aquellos que involucraban a mujeres de fuerte personalidad y presencia. Obras como La conquista de Madrid y Doña Isabel de Castilla exploran, desde una perspectiva romántica, momentos emblemáticos de la historia española, resaltando la fortaleza y el papel de figuras femeninas en dichos contextos.
La actividad literaria de Feijoo de Mendoza refleja su habilidad para conectar la historia y el costumbrismo con un enfoque narrativo accesible y atractivo para el público de su tiempo. Sus novelas también abordan temas de moralidad y costumbres sociales, presentes en obras como La víctima de su vanidad, donde explora las consecuencias de la vanidad y el orgullo en el entorno social. Estos relatos costumbristas ofrecen una visión crítica de las normas y expectativas de la sociedad decimonónica, poniendo de relieve las vivencias y conflictos femeninos.
A través de su obra, Eduarda Feijoo de Mendoza fue una de las precursoras en dar voz a temas y personajes históricos y costumbristas, enriqueciendo la narrativa española y aportando una perspectiva femenina única en una época dominada por autores masculinos. Su contribución a la literatura romántica gallega y española ha sido objeto de análisis en estudios literarios que valoran su papel como pionera en este ámbito.

## Obra
La obra de Eduarda Feijoo de Mendoza abarca tanto la novela histórica como el relato costumbrista, géneros en los que destacó como una de las pocas escritoras gallegas de su época. Sus novelas, además de explorar temas de la historia de España, profundizan en aspectos sociales y morales del siglo XIX, particularmente en relación con el papel de la mujer y las normas de la sociedad de su tiempo.
Entre sus obras más destacadas se encuentran:
- La conquista de Madrid – Novela histórica ambientada durante la Guerra de la Independencia Española, que narra la resistencia del pueblo español frente a la ocupación napoleónica.
- Doña Isabel de Castilla – Basada en la vida de Isabel I de Castilla, esta novela explora la figura de la reina como símbolo de fortaleza y liderazgo en la historia de España.
- Doña Blanca de Lanuza – Relato histórico sobre la nobleza española, en el que la autora retrata las complejidades de la vida en la corte y las intrigas políticas de la época.
- El puente mayor de Valladolid – Publicado por el Ayuntamiento de Valladolid en 1872, esta obra combina elementos históricos y legendarios de la ciudad, poniendo de relieve el contexto cultural de Castilla.
- Las once mil vírgenes – Basada en la leyenda de Santa Úrsula y las once mil vírgenes mártires, este relato se centra en la devoción religiosa y el sacrificio.
- El antifaz de terciopelo – Una novela de misterio y romance que refleja el estilo romántico de la autora, caracterizada por el uso de simbolismo y temas de identidad oculta.
- La educación maternal – Obra que analiza el rol de la madre y la importancia de la educación en la formación moral y social de los hijos, en un tono que combina la narrativa con el ensayo moral.
- La víctima de su vanidad – Novela costumbrista que explora temas de moralidad, centrada en las consecuencias de la vanidad y el orgullo en el contexto social del siglo XIX.
- El Avia y el Miño – Novela corta ambientada en Galicia, que sigue las tradiciones y costumbres locales a orillas de los ríos Avia y Miño. Publicada en Lugo, esta obra es un homenaje a la tierra gallega y sus paisajes.

La obra de Feijoo de Mendoza ha sido reconocida por su enfoque innovador y su capacidad para crear personajes femeninos complejos en una época en la que las mujeres escritoras tenían poco espacio en el panorama literario. Su contribución ha sido objeto de estudios sobre la literatura romántica y costumbrista en Galicia y España. 

## Legado
Eduarda Feijoo de Mendoza es recordada como una de las pioneras de la novela histórica en España y una de las pocas mujeres escritoras de su tiempo en Galicia que utilizó el idioma español para sus obras. Su obra proporciona una visión única sobre la percepción femenina del contexto histórico y social del siglo XIX en España. Su contribución ha sido rescatada en estudios bibliográficos, y algunas de sus obras han sido objeto de revalorización en estudios sobre la literatura romántica gallega y española.